# Многожай Роман Васильович
Рома́н Васи́льович Многожа́й — підполковник Служби безпеки України, учасник російсько-української війни.
Проживає в місті Київ. Брав участь у бойових діях.

## Нагороди та вшанування
- Указом Президента України № 741/2019 від 10 жовтня 2019 року за «особисту мужність і самовіддані дії, виявлені у захисті державного суверенітету та територіальної цілісності України» нагороджений  орденом «За мужність» II ступеня[2].
- Указом Президента України № 319/2017 від 12 жовтня 2017 року за «вагомий особистий внесок у зміцнення обороноздатності Української держави, мужність, самовідданість і високий професіоналізм, виявлені під час бойових дій, зразкове виконання службових обов’язків» нагороджений  орденом «За мужність» III ступеня[3].